# Pere Llobet
Pere Llobet (Barcelona?, siglo XIV) fue un alarife y maestro mayor de obras, documentado en la construcción de diversos edificios civiles en la Edad Media, en la ciudad de Barcelona. Así consta que bajo su dirección se empezó  la construcción de la Lonja de Barcelona entre los años 1352 y 1357. Nombrado maestro de obras de la ciudad en el año 1357 recibió el encargo por parte del Consejo de Ciento para la edificación de la Casa de la Ciudad, realizando las estancias del Trentenario y del Salón de Ciento entre los años 1369 y 1373. 
Refiriéndose a estos edificios, Ieronimus Monetarius, en su libro titulado Itinerium sive peregrinatio per Hispaniam, Franciam et Alemaniam, resultado del viaje realizado en el año 1494, destaca de la construcción de la Llotja calificándolo de superba y asemejándolo a una iglesia o a un gran palacio, así como la casa del Consell de la que dice que es formosa.
Proyectó el portal de la Santa Eulalia ahora llamado de la Boquería.